# Distrito de Margos
El distrito de Margos es uno de los trece que conforman la provincia de Huánuco, ubicado en el extremo suroeste del departamento de Huánuco, en el centro del Perú.  
Desde el punto de vista jerárquico de la Iglesia católica forma parte del Diócesis de Huánuco.

## Historia
El distrito fue creado mediante Ley N° 202 del 10 de septiembre de 1906, en el gobierno del Presidente José Pardo y Barreda.

## Geografía
EL  distrito de Margos se encuentra ubicado en la parte sur oeste de la provincia de Huánuco, abarca una superficie de 552,2783 km² y tiene una población estimada mayor a 14 700 habitantes.  
Este distrito lleva como capital La Ciudad de Margos, que según el último censo del 2007, cuenta con una población urbana de 6480 habitantes , la cual la tendría que convertir en el segundo núcleo de desarrollo de la provincia de huanuco en lo económico, académico, comercial y financiero, en el aspecto comercial el comercio se está reactivando a pequeña escala en la, ciudad de Margos y en los principales centros poblados, en lo académico cuenta con una sucursalde la UNHEVAL para seguir estudios superiores, asimismo se cuenta con el "Banco de la Nación" en su modalidad de agente corresponsal que promueve más el desarrollo del distrito que según las estadísticas es uno de los distritos con mayor vision a futuro, próxima a la provincializacion y también con una gran población joven de los cuales cerca de la mitad aún no es mayor de edad.
La ciudad de Margos además es la sexta ciudad más grande de la región Huánuco, después de las ciudades de Huánuco(149210H ab.), Tingo María(50414 Hab.), Aucayacu(14028 Hab.), Ambo(7894 Hab.), La Unión (7652 Hab.). Margos, funciona como nexo principal de los distritos de San Pedro de Chaulan, Yarumayo, Kichki, y el distrito de la prov, de Lauricocha, Jesús.
los centros poblados con mayor población son: Cochas (1116Hab.) Pacayhua (1575 Hab.), Chacras (978 Hab.). el resto de centros poblados son; Marcacasha, Llamapashilum, Racchapampa, Alguayin, Contadera, Utcubamba, Colpashpampa, Huancacancha, Tocana, Mesapata, .

## Autoridades

### Municipales
- 2023 - 2026[3]
  - Alcalde: Obdulio Clever Torres Bernardo, de Avanza País.
  - Regidores:

  1. Niceta Efrasina Huacho Susanivar (Avanza País)
  2. Lucas Esteban Valdez (Avanza País)
  3. Victoria Mora Castañeda (Avanza País)
  4. Santiago Juan Alcedo Santa Cruz (Avanza País)
  5. Nely Santos Vega (MOVIMIENTO POLITICO CAMBIEMOS X HUÁNUCO)

Alcaldes anteriores
- 2019 - 2022: Wuilmer Vargas Rojas
- 2015 - 2018: Freddy Santa Cruz Mora

### Policiales
- Comisario: Mayor PNP Alejandro Serrano Saman.
- Subprefecto Distrital: Alfonso Marcelo Roque

## Actividades económicas
Margos es un distrito dedicado a la producción agrícola con un 84,4 % y al comercio en un 4,9%.

## Educación
Cuenta con una tasa de analfabetismo del 19.1% y con educación superior de 6.1% (en ambos casos de 15 años a más).

## Servicios de vivienda y básicos
En la vivienda el material de las paredes es de adobe en un 98,5% y con el piso de tierra en un 97,2%, hogares con agua dentro de la vivienda el 9,5%, con red de desagüe pública dentro de la vivienda en 7,6 % y con red de alumbrado público en 40,5 %
con acceso a radio el 77,6 %, con televisor a color el 6.6 %, con teléfono fijo el 0,2 % y celular el 1,4 %, así como el combustible para cocinar es el 83,5 %.